# Lijst van spelers van FC Dinamo Tbilisi
Deze lijst omvat voetballers die bij de Georgische voetbalclub FC Dinamo Tbilisi spelen of gespeeld hebben. De spelers zijn alfabetisch gerangschikt.

## A
- Lado Achalaia
- Georges Akieremy
- Levan Akobia
- Kachaber Aladasjvili
- Rati Aleksidze
- Aleksandr Amisoelasjvili
- Giorgi Antsjabadze
- Tornike Aptisaoeri
- Artsjil Arveladze
- Revaz Arveladze
- Sjota Arveladze
- Malchaz Arziani
- Kachi Asatiani
- Micheil Asjvetia

## B
- Sjota Baboenasjvili
- Aslan Baladze
- Vladimir Barkaia
- Micheil Bobochidze
- Vladimir Boerdoeli

## C
- Zaur Chapov
- Marcos Charras
- Sjota Chintsjagasjvili
- Nodar Chizanisjvili
- Otar Chizanisjvili
- Zoerab Chizanisjvili
- Levan Chmaladze
- Moertaz Choertsilava
- Micheil Choetsisjvili
- Levan Chomeriki

## D
- Danny D'Hondt
- Georgi Daraselia
- Vitali Daraselia
- Ilia Datoenasjvili
- Georgi Demetradze
- Givi Didava
- David Digmelasjvili
- Donald Djoussé
- Roman Dobeš
- Giorgi Dotsjia
- Dzjaba Dvali
- Vladimir Dvalisjvili
- Revaz Dzodzoeasjvli

## E
- Ednilson

## G
- Otar Gabelia
- Giorgi Gachokidze
- Boris Gantsjarov
- Giorgi (Gotsja) Gavasjeli
- Valeri Gazzajev
- David Gigaoeri
- Kachaber Gogitsjaisjvili
- Avtandil Gogoberidze
- Aleksandr Gogoberisjvili
- Gotsja Gogritsjiani
- Gogita Gogoea
- Dorin Goga
- Georgi Gramatikopoelo
- Sjota Grigalasjvili
- Soso Grisjikasjvili
- Valter Goetsjoea
- Giorgi Goedoesjaoeri
- Giorgi Goegava
- Gija Goeroeli
- Vladimer Goetsaevi
- David Gvaramadze
- Giorgi Gvelesiani
- Oleg Gvelesiani

## I
- Aleksander Iasjvili
- Sandro Iasjvili
- Gela Inalisjvili
- Aleksandr Intskirveli

## J
- Lasja Jakobia
- Gotsja Jamaraoeli
- Zamir Janasjia
- Jens Janse
- Gizo Jeladze
- Gia Jisjkariani
- Micheil Jisjkariani
- Nikoloz Jisjkariani
- Jucemar

## K
- Kacha Katsjarava
- Mikheil Kakaladze
- Georgi Kachelisjvili
- Noekri Kakilasjvili
- Levan Kakoebava
- Kacha Kaladze
- Zaoer Kalojev
- Ilia Kandelaki
- Dzjaba Kankava
- Zviad Kantaria
- Goeram Kasjia
- Sjota Kasjia
- Anzor Kavazasjvili
- Micheil Kavelasjvili
- Giorgi Kavtaradze
- Vachtang Kekelia
- Revaz Kemoklidze
- Levan Kenia
- Gela Ketasjvili
- Temoeri Ketsbaia
- Giorgi Kinkladze
- Davit Kipiani
- Davit Kizilasjvili
- Aleksandr Kobachidze
- Levan Kobiasjvili
- Dmitri Koedinov
- Sergey Koetivadze
- Georgi Koetsoeroea
- Otar Korghalidze
- Vachtang Koridze
- Aleksandr Kosjkadze
- Tamaz Kostava
- Sergej Kotrikadze
- Miloš Krško
- Dato Kvirkvelia

## L
- Irakli Lekvtadze
- Noegzar Lobzjanidze
- Oetsja Lobzjanidze
- Sjota Lomia
- Giorgi Loria
- George Losaberidze

## M
- Manoetsjar Matsjaidze
- Mamoeka Matsjavariani
- George Makaridze
- Kachi Macharadze
- Zoerab Mamaladze
- Giorgi Mamoetsjisjvili
- George Megreladze
- Levan Melkadze
- Giorgi Merebasjvili
- Micheil Meschi
- Slava Metreveli
- Zviad Metreveli
- Giorgi Mikadze
- Levan Mikadze
- Lasha Monaselidze
- Davit Mujiri

## N
- Giorgi Navalovski
- Georgi Nemsadze
- Vazja Nemsadze
- Giorgi Nergadze
- Givi Nodia
- Lasha Nozadze

## O
- David Odikadze
- Sergo Orbeladze
- Giorgi Otarasjvili
- Didier Ovono Ebang

## P
- Boris Paitsjadze
- Mamoeka Pantsoelaia
- Georgi Peikrisjvili
- Pinha
- Nikoloz Pirtschalava
- George Popchadze

## R
- Zaza Revisjvili
- Robertinho
- César Romero

## S
- Ediki Sadzjaia
- Artsjil Sachvadze
- Lasja Saloekvadze
- Irakli Samcharadze
- Irakli Sjarangia
- Georgi Sjasjiasjvili
- Beka Sjekriladze
- Ramaz Sjengelia
- Georgi Sitsjinava
- Irakli Sicharoelidze
- Levan Silagadze
- Giorgi Somchisjvili
- Ilija Spasojević
- Zviad Stoeroea
- Tengiz Soelakvelidze
- Zaur Svanadze

## T
- Georgi Tavadze
- Bachva Tedejev
- Giorgi Tektoermanidze
- Rafael Tesser
- Omar Tetradze
- Gulverd Tomasjvili
- Rodrigo Tornin
- Irakli Totladze
- Kachaber Tschadadze
- Goeram Tschovrebov
- Mamoeka Tsereteli
- Klimenti Tsitaisjvili
- Lasja Tsjadoeneli
- Revaz Tsjelebadze
- Giorgi Tsjedia
- Giorgi Tsjelidze
- David Tsjitsjveisjvili
- Gocha Tsjikovani
- Irakli Tsjirikasjvili
- Aleksandr Tsjivadze
- Avtandil Tsjkoeaseli
- Givi Tsjocheli
- Levan Tskitisjvili
- Achrik Tsveiba

## V
- Irakli Vasjakidze
- Mate Vatsadze

## Z
- Ned Zelić
- Zaza Zirakisjvili
- Boedoe Zivzivadze
- Irakli Zoidze